# George of the Jungle (serie animada)
George of the Jungle (George de la jungla en España y George de la selva en Hispanoamérica) es una serie animada de televisión estadounidense/canadiense. Es la serie animada posterior a la película estadounidense aunque parece tener ciertas diferencias en cuanto a historia y personajes. En Latinoamérica se transmitió en Disney Channel, Jetix, Disney XD y desde 2016 por Boomerang. En España se transmitió por Nickelodeon y Clan TVE. La serie se estrenó de aires a las 7:30 p. m. ET/PT tiempo el 29 de junio de 2007 en Cartoon Network en los Estados Unidos.

## Cronología
La serie original "George de la jungla" hizo su aparición televisiva en el año 1967. El personaje principal George, además de ser una parodia de Tarzán, estaba basado en la imagen estética de fisicoculturista George Efirman. En esa primera serie no se encontraba la mayoría de personajes que actualmente presenta la serie moderna. Su creador, Jay Ward, también creó a los personajes de Bullwinkle, el alce, y su compañero Rocky.
En el año 1997, las aventuras de George son llevadas a la pantalla grande. El actor Brendan Fraser interpretaría a un George de carne y hueso e igual de torpe que en el dibujo animado. Curiosamente al final de la película George termina casándose con Úrsula y teniendo un hijo. 
En el año 2003 se estrena "George of the jungle 2" con otro actor interpretando a George.
Finalmente en el año 2008 se lanza la serie animada "George de la jungla".

## Personajes de la serie actual

### George
Es nativo y rey de la selva de Mbebwe, cual parodia de Tarzán. Aunque es algo torpe y muy propenso a los accidentes como golpearse en un árbol mientras viaja en liana. George es buen amigo y compañero de todos los animales que habitan la jungla. Tiene dos mascotas, Shep y Tucán (Fantito y Tuqui-Tuqui en Latinoamérica) (un elefante y un tucán respectivamente). Curiosamente sus gritos de selva generalmente los da cuando está cayendo o en un peligro.

### Simio
Es un gorila que puede hablar y le gusta la lectura. Es el mejor amigo de George y siempre le recuerda lo que es mejor y lo que no, aunque a veces George no lo entiende, por lo que Simio siempre termina sacándolo de un apuro. Siente una obsesión por los Bananitos, que son plátanos que crecen en la jungla cada tres años. Al igual que George, Simio es nativo de la jungla.

### Úrsula
Es hija del Dr. Travis Scott y junto a su padre emprendieron el viaje a la selva con el fin de encontrar plantas con propiedades curativas, aunque al final terminaron estableciéndose en la selva. A diferencia de George, Úrsula es cauta en todo y prefiere evitar los problemas antes de verse involucrada en uno. Aunque es una chica de ciudad, Úrsula siente un gran afecto por la selva y sus habitantes.

### Magnolia
Es una nativa de la jungla de Mbebwe. Su padre es el médico brujo de la zona. Magnolia es una chica despreocupada y que vive la vida como ella piensa se debe vivir. Al parecer presenta ciertos rasgos de una chica de ciudad (aunque no lo es). Es la mejor amiga de Úrsula.

### Dr. Travis Scott
El Dr. Travis Scott viajó a la selva junto a su hija Úrsula para investigar las plantas curativas de dicha región. Su especialidad es la Química. En algunas ocasiones ha tenido enfrentamientos con Witch tras intentar sobreponer la razón científica sobre la magia.

### Witch
Es el médico brujo de la selva y padre de Magnolia. Su especialidad son las pociones, espíritus y todo lo relacionado con la magia con su bastón medicinal.

### Shep y Tucán
Shep es el elefante mascota de George. Actúa como un perro y cuando George no viaja en liana, lo hace sobre el lomo de Shep. Tucán es un tucán (en la película se puede corroborar) cuyas únicas palabras son "tookie-tookie". Al parecer solo George y Magnolia pueden comprender el lenguaje tookie-tookie. Tucán tiende a golpearse, ser golpeado o ser aplastado por algún objeto cuando aparece.

## Reparto
| Personaje | Actor original      | Actor de doblaje | Actor de doblaje |
| --------- | ------------------- | ---------------- | ---------------- |
| George    | Lee Tockar          | Aleix Estadella  | Jesús Nuñez      |
| Simio     | Paul Dobson         | Vicente Gil      | Carlos Vitale    |
| Úrsula    | Britt Irvin         | Mar Roca         | Rebeca Aponte    |
| Magnolia  | Tabitha St. Germain | Carmen Calvell   | Karina Parra     |